# تفاوت‌های جنسیتی در انسان
تفاوت‌های جنسی در انسان‌ها در زمینه‌های مختلفی مورد مطالعه قرار گرفته‌است. تعیین جنسیت با وجود یا عدم وجود Y در جفت ۲۳م کروموزوم در ژنوم انسان انجام می‌شود. جنسیت فنوتیپی به جنسیت یک فرد گفته می‌شود که توسط دستگاه تناسلی داخلی و خارجی و بیان ویژگی‌های جنسی ثانویه تعیین می‌شود.
تفاوت‌های جنسی به‌طور کلی به صفاتی اشاره دارد که در علم زیست‌شناسی دودیسی جنسی نام دارد. فرض بر این است که زیرمجموعه ای از این تفاوت‌ها محصول فرایند تکاملی گزینش جنسی است.
در این مقاله جنسیت اجتماعی و زیستی انسان به‌طور کلی مد نظر است.

## پزشکی
تفاوت‌های جنسی زیستی در پزشکی شامل بیماری‌های جنسیتی می‌شود، که بیماری‌هایی هستند که فقط در افراد یک جنس رخ می‌دهند. بیماری‌های مرتبط با جنسیت، بیماری‌هایی هستند که برای یک جنس معمول‌تر هستند یا در هر جنسیت به‌طور متفاوتی بروز می‌کنند. به عنوان مثال، برخی از بیماری‌های خودایمنی ممکن است به دلایل ناشناخته عمدتاً در یک جنس رخ دهد. ۹۰ درصد موارد سیروز صفراوی اولیه در زنان رخ می‌دهد، این در حالی است که «Primary sclerosing cholangitis» (بیماری مربوط به کبد و کیسه صفرا می‌باشد) در مردان شایع تر است. پزشکی مبتنی بر جنسیت زیستی که «پزشکی جنسیتی» نیز نامیده می‌شود، رشته‌ای از پزشکی است که به بررسی تفاوت‌های بیولوژیکی و فیزیولوژیکی بین جنسیت‌های انسان و چگونگی تأثیر آن بر تفاوت‌های بیماری می‌پردازد. به‌طور سنتی، تحقیقات پزشکی عمدتاً با استفاده از بدن مرد به عنوان مبنای مطالعات بالینی انجام شده‌است. یافته‌های مشابهی نیز در ادبیات علمی پزشکی ورزشی گزارش شده‌است که در آن مردان معمولاً بیش از ۶۰ درصد افراد مورد مطالعه را تشکیل داده‌اند. یافته‌های این مطالعات اغلب در بین هر دو جنس اعمال شده‌است و ارائه‌دهندگان مراقبت‌های بهداشتی رویکردی یکسان در درمان بیماران مرد و زن اتخاذ کرده‌اند. اخیراً، تحقیقات پزشکی شروع به درک اهمیت در نظر گرفتن جنسیت زیستی کرده‌است، زیرا علائم و پاسخ به درمان پزشکی ممکن است بین جنس‌ها بسیار متفاوت باشد.
هیچ‌یک از این دو مفهوم را نباید با بیماری‌های آمیزشی اشتباه گرفت، این بیماری‌ها بیماری‌هایی هستند که احتمال انتقال آنها از طریق تماس جنسی قابل توجه است.
بیماری‌های مرتبط با جنسیت دلایل مختلفی دارند:
- بیماری‌های ژنتیکی مرتبط با جنسیت
- بخش‌هایی از دستگاه تناسلی که مختص یک جنس است.
- علل اجتماعی که به نقش جنسیتی مورد انتظار از آن جنس در یک جامعه خاص مربوط می‌شود.
- سطوح مختلف پیشگیری، گزارش، تشخیص یا درمان در هر جنسیت.

## فیزیولوژی
تفاوت‌های جنسیتی در فیزیولوژی انسان عامل تمایز ویژگی‌های فیزیولوژیکی مرتبط با انسان‌های مرد یا زن است. این تفاوت‌ها می‌توانند انواع مختلفی از جمله مستقیم و غیرمستقیم داشته باشند. مستقیم بودن نتیجه مستقیم تفاوت‌های تجویز شده توسط کروموزوم Y (به دلیل عامل ایجاد بیضه) می‌باشد و خصوصیات غیرمستقیم موجود تحت تأثیر غیر مستقیم توسط کروموزوم Y (به عنوان مثال تأثیر عوامل هورمونی ناشی از این کروموزم). دودیسی جنسی یک اصطلاح برای توصیف تفاوت ژنوتیپی و فنوتیپی بین جنسیت نر و ماده از یک گونه می‌باشد.
از طریق فرایند میوز و لقاح (به استثنای موارد نادر)، هر فرد با کروموزوم Y صفر یا یک ایجاد می‌شود. (یا دارد یا ندارد) نتیجه مکمل دیگری که ممکن است به دلیل کروموزوم X رخ دهد به این شرح است: یا یک کروموزوم X دوتایی یا یک کروموزم X. بنابراین، تفاوت‌های جنسیتی مستقیم معمولاً از نظر بیان دودویی (دوتایی یا binary) هستند، اگرچه انحرافات در فرآیندهای بیولوژیکی پیچیده‌تر استثنائات مختلفی را ایجاد می‌کنند.
تفاوت‌های جنسی غیرمستقیم، تفاوت‌های کلی هستند که با داده‌های تجربی و تجزیه و تحلیل آماری اندازه‌گیری می‌شوند. بیشتر ویژگی‌های متفاوت با توزیع منحنی زنگی (نرمال) مطابقت دارند که می‌تواند به‌طور کلی با میانگین حسابی (توزیع اوج قله نمودار) و انحراف معیار (شاخص اندازه محدوده نمودار) توصیف شوند. اغلب فقط میانگین یا تفاوت میانگین بین جنسیت‌ها داده می‌شود. این ممکن است مانع همپوشانی در توزیع داده‌ها شود یا نشود.
بارزترین تفاوت‌های بین جنسیت نر و ماده در انسان شامل تمام ویژگی‌های مربوط به نقش‌های تولید مثلی، به ویژه دستگاه‌های غدد درون ریز (هورمونی) و اثرات فیزیولوژیکی و رفتاری آن‌ها، از جمله تمایز و تفاوت در «gonadal» (اندام‌های تولید مثلی اصلی)، تمایز و تفاوت داخلی و خارجی تناسلی و همچنین تمایز و تفاوت در سینه‌ها، تمایز در توده عضلانی، قد و همچنین توزیع مو است. همچنین در ساختار نواحی خاصی از مغز تفاوت‌هایی وجود دارد. به عنوان مثال، به‌طور میانگین یافت شده‌است که، SDN (INAH3 در انسان) به‌طور مکرری در مردان به‌طور قابل توجهی بزرگتر از زنان بوده‌است.

## روان‌شناسی

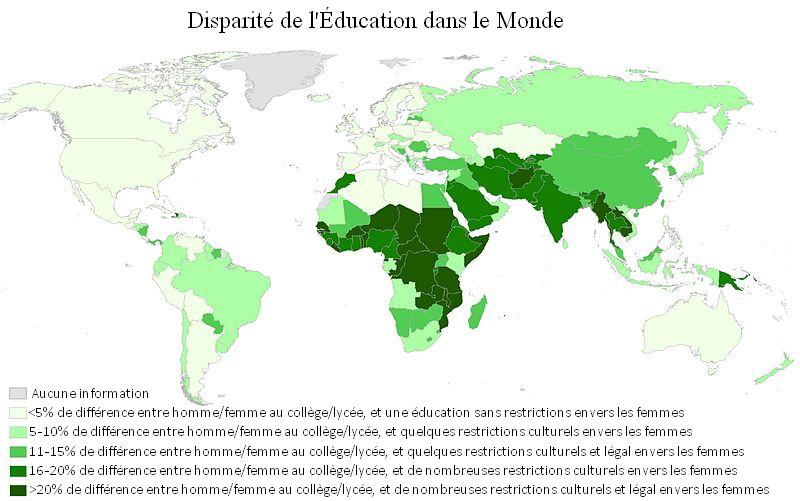
نقشه جهانی نشان دهنده تفاوت بین مردان و زنان از نظر تحصیلات است.

تحقیقات در مورد تفاوت‌های جنسی بیولوژیکی در روان‌شناسی انسان به بررسی تفاوت‌های شناختی و رفتاری بین زن و مرد می پردازد. این تحقیق از آزمون‌های تجربی شناختی استفاده می‌کند که اشکال مختلفی دارد. آزمون‌ها بر تفاوت‌های احتمالی در زمینه‌هایی مانند IQ، استدلال فضایی، پرخاشگری، احساسات و ساختار و عملکرد مغز تمرکز دارند.
آرایش کروموزومی در روان‌شناسی انسان مهم است. زنان معمولاً دو کروموزوم X دارند در حالی که مردان معمولاً یک کروموزوم X و Y دارند. کروموزوم X نسبت به کروموزوم Y فعال تر است و اطلاعات بیشتری را رمزگذاری می‌کند که نشان داده شده‌است این است فعالیت بیشتر بر رفتار تأثیر می‌گذارد. محققان ژنتیک این نظریه را مطرح می‌کنند که کروموزوم X ممکن است حاوی ژنی باشد که بر رفتارهای اجتماعی تأثیر می‌گذارد. 
اکثر تست‌های هوش به گونه ای ساخته شده‌اند که تفاوت نمره کلی بین زن و مرد وجود نداشته باشد. زمینه‌هایی که در آن تفاوت‌ها یافت شده‌است شامل توانایی کلامی و ریاضیاتی است. تست‌های IQ که هوش عمومی یا «fluid g» را اندازه‌گیری می‌کنند و برای از بین بردن تفاوت‌های جنسی ساخته نشده‌اند، همچنین نشان می‌دهند که تفاوت‌های جنسی وجود ندارد یا ناچیز هستند. تحقیقاتی در سال ۲۰۰۸ میلادی نشان داد که برای کلاس‌های ابتدایی ۲ تا ۱۱، تفاوت جنسیتی قابل توجهی در مهارت‌های ریاضی در میان جمعیت عمومی وجود ندارد. تفاوت در تنوع نمرات ضریب هوشی در مطالعات مشاهده شده‌است، به طوری که زنان بیشتری در انتهای طیف نمودار آماری قرار می‌گیرند اما در کلیت این نمودار تفاوتی بین زن و مرد وجود ندارد.
از آنجایی که عوامل اجتماعی و محیطی بر فعالیت و رفتار مغز تأثیر می‌گذارند، جایی که تفاوت‌ها یافت می‌شوند، ارزیابی ذاتی بودن یا نبودن (تأثیر محیط یا ژنتیک) تفاوت‌ها برای محققان دشوار است. برخی از مطالعات نشان می‌دهند که تفاوت‌ها به دلیل نقش‌های اختصاص داده شده اجتماعی (پرورش) هستند، در حالی که مطالعات دیگر نشان می‌دهند که تفاوت‌ها به دلیل تفاوت‌های ذاتی (طبیعی یا فطری) است. مطالعات در مورد این موضوع امکان تأثیرات اجتماعی بر نحوه عملکرد هر دو جنس در آزمون‌های شناختی و رفتاری را بررسی می‌کند. نشان داده شده‌است که کلیشه‌ها در مورد تفاوت‌های بین مردان و زنان بر رفتار یک فرد تأثیر می‌گذارد (به این تهدید کلیشه ای می گویند).
روان‌شناسی با نام ریچارد لیپا (به انگلیسی:Richard Lippa) در کتاب خود با عنوان جنسیت، فطرت و پرورش (به انگلیسی:Gender, Nature, and Nurture) دریافت که در ترجیحات زنان و مردان برای مشاغل واقعی (مثلاً مکانیکی یا نجاری) تفاوت‌های زیادی وجود دارد و در ترجیحات آنها برای مشاغل اجتماعی و هنری تفاوت‌های متوسطی وجود دارد. نتایج او همچنین نشان داد که زنان بیشتر به مردم و مردان بیشتر به چیزها و اشیاها علاقه‌مند هستند.
هارتانگ و ویدیگر (به انگلیسی:Hartung & Widiger) (1998) دریافتند که بسیاری از انواع بیماری‌ها و اختلالات روانی و مشکلات رفتاری تفاوت‌های جنسیتی را در شیوع و بروز خود نشان می‌دهند. از ۸۰ اختلال تشخیص داده شده در بزرگسالی که نسبت جنسی برای آنها ارائه شده‌است، ۳۵ مورد در مردان شایع تر از زنان است (۱۷ مورد مربوط به مواد و عوامل شیمیایی بدن یا انحراف جنسی هستند)، ۳۱ مورد در زنان شایع تر از مردان است. و گفته می‌شود که ۱۴ مورد در هر دو جنس به یک اندازه رایج است."
تفاوت در حسادت مردانه و زنانه نیز قابل مشاهده است. در حالی که حسادت زنان بیشتر از خیانت عاطفی الهام می‌گیرد، حسادت مردان به احتمال زیاد ناشی از خیانت جنسی است. اکثریت واضح تقریباً ۶۲ تا ۸۶ درصد از زنان گزارش کردند که از خیانت عاطفی بیشتر آزار می‌بینند و ۴۷ تا ۶۰ درصد از مردان گزارش کردند که بیشتر از خیانت جنسی آزار می‌بینند.
در سال ۲۰۰۵ میلادی، جانت شیبلی هاید (به انگلیسی:Janet Shibley Hyde) از دانشگاه ویسکانسین-مدیسن، فرضیه شباهت‌های جنسیتی را مطرح کرد، که نشان می‌دهد مردان و زنان در اکثر متغیرهای روانشناختی، اما نه همه، مشابه هستند. پژوهش بر روی متغیرهای شناختی (به عنوان مثال، درک مطلب، ریاضیات)، ارتباط (به عنوان مثال، پرحرفی، حالات چهره)، تفاوت‌های اجتماعی و شخصیتی (به عنوان مثال، پرخاشگری، تمایلات جنسی)، بهزیستی روانشناختی، و رفتارهای حرکتی متمرکز بود. او با استفاده از نتایج بررسی ۴۶ متاآنالیز دریافت که ۷۸ درصد از تفاوت‌های جنسیتی کوچک یا نزدیک به صفر هستند. چند استثنا در برخی رفتارهای حرکتی (مانند میزان فاصله پرتاب یک شی) و برخی از جنبه‌های جنسی (مانند نگرش در مورد رابطه جنسی گاه به گاه و بدون تعهد) بودند که بیشترین تفاوت‌های جنسیتی را نشان می‌دادند. او در پایان مقاله خود می‌گوید: «زمان آن رسیده‌است که هزینه‌های ادعاهای بیش از حد در مورد تفاوت‌های جنسیتی را در نظر بگیریم. مسلماً این ادعاها در حوزه‌های متعددی از جمله فرصت‌های زنان در محیط کار، تعارضات و ارتباطات زوجین، و تحلیل مشکلات عزت نفس در میان نوجوانان، آسیب رسان هستند.» او همچنین در جای دیگری اظهار داشت که «تغییرات در جنسیت اجتماعی بیشتر از تغییرات در بین جنسیت زیستی {انسان‌ها} است.» با این حال، مقاله دیگری استدلال می‌کند که فرضیه شباهت‌های جنسیتی همان‌طور که در حال حاضر فرمول‌بندی شده‌است غیرقابل آزمون است، زیرا معیاری برای اهمیت روان‌شناختی ابعاد مربوطه ارائه نمی‌کند، و نه قانونی برای شمارش ابعاد. تعداد کمی از تفاوت‌های مرتبط ممکن است مهم‌تر از تعداد زیادی از شباهت‌های بی‌اهمیت باشد.
در سال ۲۰۱۱ میلادی، ایرینا تروفیمووا (به انگلیسی:Irina Trofimova) مزیت و برتری زنانه قابل توجهی در زمان گذاشته شده توسط زنان در انجام اعمال واژگانی (lexical task) و مقیاس خلق و خوی ریتم اجتماعی-کلامی (temperament scale of social-verbal tempo) در زنان، و مزیت مردانه ای در مردان در مقیاس خلقی استقامت بدنی (temperament scale of physical endurance) یافت که در گروه‌های سنی جوان بارزتر است و در گروه‌های مسن‌تر ناپیداتر. او پیشنهاد کرد که یک اثر «middle age - middle sex» وجود دارد: تفاوت‌های جنسی در این دو نوع توانایی که در گروه‌های جوان‌تر مشاهده می‌شود ممکن است با سن و تغییرات هورمونی مریوط باشد. این مطالعه به این نتیجه رسید که رویکرد و نگاه تک بعدی به تفاوت‌های جنسیتی (که در مطالعات متا تحلیلی رایج است) تفاوت‌های جنسیتی و احتمالی ناشی از تعامل تفاوت سن و تفاوت‌های زیستی-جنسی در افراد را نادیده می‌گیرد. این اثر «middle age - middle sex» مبتنی بر هورمون، و همچنین ویژگی‌های چند تفاوت جنسی روانشناختی (کلامی و فیزیکی) از نظر تمایلات تکاملی سیستمیک که باعث دودیسی جنسی می‌شوند، مورد تجزیه و تحلیل قرار گرفته‌اند.

## جامعه‌شناسی

### جرم و جنایات
آمارها در گزارش‌ها نشان‌دهنده این بوده‌است که مردان بیشتر از زنان مرتکب اعمال مجرمانه می‌شوند. اعمال بزهکارانه خود گزارش شده نیز در بسیاری از اقدامات مختلف برای مردان بیشتر از زنان است. بسیاری از متخصصان برای این تفاوت جنسیتی (زیستی) توضیحاتی ارائه کرده‌اند. برخی از توضیحات متفاوت شامل گرایش تکاملی مردان به رفتارهای مخاطره آمیز و خشونت‌آمیز، تفاوت‌های جنسیتی (زیستی) در فعالیت، حمایت اجتماعی و نابرابری جنسیتی است. به‌طور خاص، نظریه تکاملی نوروآندروژنیک لی الیس (به انگلیسی:Lee Ellis) بیان می‌کند که انتخاب جنسی منجر به افزایش قرار گرفتن در معرض تستوسترون بیشتر در مردان شده‌است. تستوسترون بیشتر باعث رفتار رقابتی بیشتر می‌شود که می‌تواند منجر به جرم و جنایت شود. البته این نگاه تک بعدی است و لزوماً صحیح نیست.
علیرغم دشواری تفسیر آنها، آمار جرم و جنایت ممکن است راهی برای بررسی چنین رابطه ای از منظر تفاوت‌های جنسیتی (اجتماعی) ارائه دهد. تفاوت قابل مشاهده در میزان جرم و جنایت بین مردان و زنان ممکن است به دلیل عوامل اجتماعی و فرهنگی، گزارش نشدن جنایات یا عوامل بیولوژیکی باشد (به عنوان مثال، تستوسترون یا نظریه‌های اجتماعی زیست شناختی). در نظر گرفتن ماهیت خود جرم نیز ممکن است یک عامل باشد. جرم را می‌توان با داده‌هایی مانند سوابق دستگیری، میزان زندانی شدن و بررسی‌ها اندازه‌گیری کرد. با این حال، همه جنایات گزارش یا بررسی نمی‌شوند. علاوه بر این، برخی از مطالعات نشان می‌دهند که مردان می‌توانند در مقابل گزارش دادن خود به عنوان قربانی جنایت (مخصوصاً زمانی که توسط یک زن قربانی یک جنایت می‌شوند)، سوگیری زیادی داشته باشند، و برخی مطالعات استدلال کرده‌اند که مردانی که خشونت شریک جنسی عاطفی و صمیمی را گزارش می‌کنند، سوگیری‌های نامطلوبی برای آنها در سیستم‌های قضایی ایجاد می‌شود. برتون و همکاران (۱۹۹۸) دریافتند که سطوح پایین خودکنترلی با فعالیت مجرمانه مرتبط است.

### تحصیلات

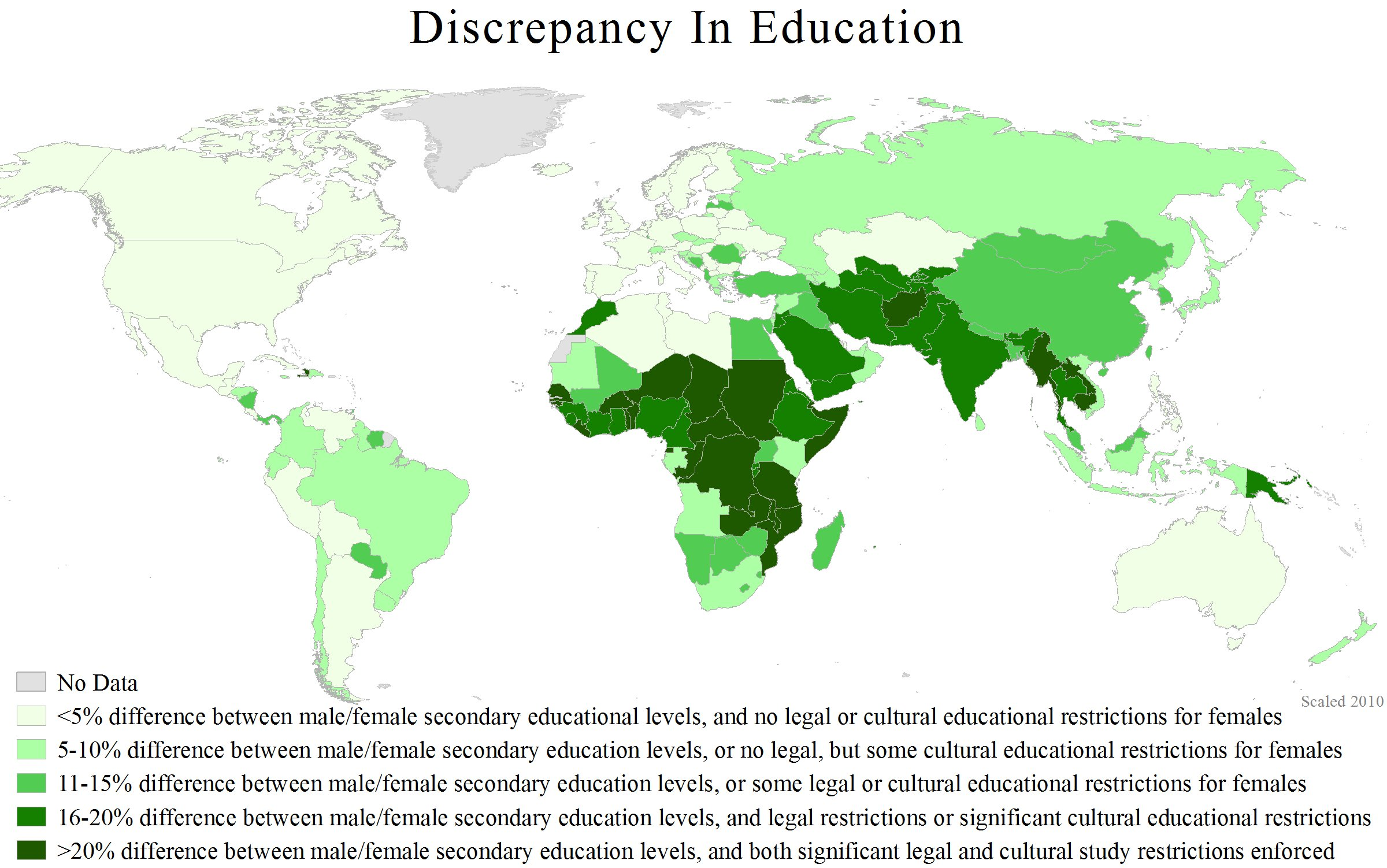
نقشه جهانی که کشورها را بر اساس نابرابری آموزشی جنسیتی نشان می‌دهد، ۲۰۱۰ میلادی.

گاهی و در بعضی جاها تفاوت‌های جنسی در پیشرفت تحصیلی وجود دارد. این ممکن است ناشی از تبعیض جنسیتی در قانون یا فرهنگ باشد، یا ممکن است منعکس کننده تفاوت‌های طبیعی در علایق جنسیت زیستی باشد.

### رهبری
تحقیقاتی برای بررسی اینکه آیا تفاوت‌های جنسی در رهبری وجود دارد یا خیر، انجام شده‌است. پست‌های رهبری همچنان در تسلط مردان است. زنان به ندرت در پست‌های رهبری ارشد دیده شده‌اند که منجر به کمبود اطلاعات در مورد نحوه رفتار آنها در چنین موقعیت‌هایی شده‌است. دو خط اصلی تحقیق با یکدیگر تناقض دارند، اول اینکه تفاوت‌های جنسی (زیستی) قابل توجهی در رهبری وجود دارد و دوم اینکه جنسیت (اجتماعی) تأثیری بر رهبری ندارد.
زنان و مردان هر ساله توسط گالوپ در مورد موضوعات محل کار مورد نظر سنجی قرار می‌گیرند، و هنگامی که در مورد ترجیحات یک رئیس زن یا رئیس مرد سؤال می‌شد، زنان در ۳۹ درصد مواقع ترجیح به رئیس مرد می‌دادند. در مقایسه، ۲۶ درصد از مردان ترجیح می‌دادند رئیس آنها زن باشد. برای یک رئیس مرد تنها ۲۷ درصد از زنان رئیسی از جنس خود را ترجیح می‌دهند. بر اساس نتایج این نظرسنجی، این ترجیح، در میان هر دو جنس، برای رهبری مرد در محل کار، برای شصت سال بی وقفه ادامه داشته‌است.

### دین
تفاوت‌های جنسی در مذهب را می‌توان به دو دسته «درونی» یا «بیرونی» طبقه‌بندی کرد. مسائل دینی درونی از منظر یک دین مورد مطالعه قرار می‌گیرد و ممکن است شامل باورها و اعمال مذهبی در مورد نقش و حقوق زن و مرد در حکومت، آموزش و عبادت باشد. اعتقادات در مورد جنسیت یا جنسیت خدایان و شخصیت‌های مذهبی؛ و باورها در مورد منشأ و معنای جنسیت انسان. مسائل مذهبی بیرونی را می‌توان به‌طور کلی به عنوان بررسی یک دین معین از منظر یک بیگانه، از جمله درگیری‌های احتمالی بین رهبران مذهبی و غیر رهبران مذهبی‌ها (عموم مردم) و تأثیر و تفاوت بین دیدگاه‌های دینی در مسائل اجتماعی تعریف کرد. برای مثال، دیدگاه‌های مذهبی مختلف ساختارهای خانوادگی جایگزین، روابط همجنس‌گرایانه و سقط جنین را تأیید یا محکوم کرده‌اند. مسائل مذهبی بیرونی را نیز می‌توان از منظر «دریچه و لنز جنسیت» مورد بررسی قرار داد که برخی در فمینیسم یا نظریه انتقادی و شاخه‌های آن پذیرفته شده‌اند.

### سرمایه اجتماعی
تفاوت‌های جنسی در سرمایه اجتماعی، تفاوت‌های بین زن و مرد در توانایی هماهنگ‌کردن اعمال و دستیابی به اهدافشان از طریق اعتماد، هنجارها و شبکه‌های اجتماعی است. سرمایه اجتماعی اغلب به عنوان حلقه مفقوده توسعه تلقی می‌شود. شبکه‌های اجتماعی دسترسی به منابع را تسهیل می‌کنند و از مشترکات محافظت می‌کنند، در حالی که همکاری باعث می‌شود بازارها کارآمدتر عمل کنند. سرمایه اجتماعی به عنوان سرمایه ای ویژه زنان در نظر گرفته شده‌است، در حالی که موانع جنسیتی برای دسترسی به سرمایه اقتصادی برای زنان وجود دارد، نقش زنان در خانواده و جامعه تضمین می‌کند که آنها دارای شبکه‌های اجتماعی قوی باشند. پتانسیلی وجود دارد که این مفهوم می‌تواند به جلب توجه اقتصاددانان به «کار در جامعه و خانه» بدون دستمزد در زنان، که برای بقا و توسعه حیاتی است، کمک کند. با این حال، تحقیقی که سرمایه اجتماعی را از منظر جنسیتی تحلیل می‌کند، نادر است و استثناهای قابل توجه بسیار مهم هستند.

### خودکشی
نشان داده شده‌است که تفاوت‌های جنسی در خودکشی قابل توجه است. نرخ بسیار نامتقارن خودکشی و اقدام به خودکشی بین زن و مرد وجود دارد. این شکاف که پارادوکس جنسیتی رفتار خودکشی نیز نامیده می‌شود، می‌تواند به‌طور قابل توجهی بین کشورهای مختلف متفاوت باشد. آمارها نشان می‌دهد که مردها در اثر خودکشی بسیار بیشتر از زنان می‌میرند و تلاش خودکشی در آنان بیشتر منجر به مرگ موفق می‌شود.

### خطر مالی کردن
تفاوت‌های جنسی در تصمیم‌گیری‌های مالی مرتبط و قابل توجه است. مطالعات متعدد نشان داده‌است که زنان از نظر مالی بیشتر از مردان ریسک گریز هستند و سبد سهام و دارایی‌های امن تری را دارا هستند. مقاله ای در ۳ می ۲۰۱۵ در وال استریت ژورنال توسط جورجت جاسن (به انگلیسی:Georgette Jasen) گزارش داد که «وقتی صحبت از سرمایه‌گذاری به میان می‌آید، گاهی اوقات مردان روش خود را برای انجام کارها دارند و زنان راه‌های خود را.» تحقیقات علمی در ایالات متحده، تفاوت‌های ساختاری در تصمیم‌گیری‌های مالی مانند خرید سرمایه‌گذاری در مقابل خرید بیمه، کمک مالی به گروه‌های داخلی در مقابل گروه‌های خارجی (مانند کمک به قربانیان تروریسم در عراق در مقابل کمک به افراد خود ایالات متحده)، مخارج در فروشگاه‌ها، و اثر وقف یا درخواست قیمت برای کالاها را مستند کرده‌اند. اکثر این مطالعات بر اساس تئوری «agency-communion» است که توسط دیوید باکان در سال ۱۹۶۶ میلادی ایجاد شد. بر اساس این نظریه، به دلیل عواملی مانند اجتماعی شدن، مردان معمولاً عاملیت بیشتری دارند (تمرکز بر خود، upside potential، پرخاشگری) و زنان معمولاً بیشتر اشتراکی و اجتماعی‌تر هستند (تمرکز بر دیگران، downside potential و پرورش{کودکان، خانواده یا جامعه}). این چارچوب به‌طور قوی بسیاری از نتایج تصمیم‌گیری مالی را توضیح می‌دهد.